# 서하 말제
서하 말황제 남평왕 이현(西夏 末皇帝 南平王 李睍, 1203년? ~ 1227년 8월 28일)은 중국 서하의 제10대 황제(재위:1226년 7월 ~ 1227년 8월 28일)이다. 시호가 없어 서하의 말제(末帝)라고 불리며, 서하 헌종의 동생 청평군왕(淸平郡王)의 아들이다. 사용한 연호는 보의(寶義)이다.
1223년 헌종 이덕왕에 의해 남평왕(南平王)에 봉해졌다.
1226년 헌종 이덕왕이 사망하자 황제가 되었으며 칭기즈 칸의 서정(西征) 참가를 거부하여 끝내 칭기즈 칸의 분노를 샀고 결국 그 해 8월, 몽골 제국의 침입을 받았다.
서하군은 강력하게 저항했으나 지진 발생과 전염병, 식량 문제로 1227년 7월에 도성의 문을 열고 몽골 제국에 항복하였다.
1227년 8월 18일(혹은 8월 25일)에 칭기즈 칸이 사망하자 몽골 장수들은 서하가 다시 군사를 일으켜 반격할 것을 우려하였다.
결국 1227년 8월 28일 몽골 군사들은 이현을 암살하고 서하를 멸망시킨다. 이때 몽골 제국의 임시 칸인 툴루이는 이현에게 어떠한 시호나 묘호도 내리지 않았다.
| 전임 서하 헌종 | 제10대 서하의 황제 1226년 ~ 1227년 | 후임 서하 멸망 |

| 전임 서하 헌종 | 간쑤성,산시성 일대의 통치자 1226년 ~ 1227년 | 후임 툴루이 칸 |